# Mata Nacional de Barão de São João
A Mata Nacional de Barão de São João é uma zona florestal junto à localidade de Barão de São João, no Município de Lagos, Distrito de Faro, em Portugal.

## Descrição
A Mata de Barão de São João é considerado o principal monumento natural na região de Lagos. Foi classificada como uma área protegida, contando com várias espécies de árvores do clima mediterrâneo, além de ser uma importante reserva para animais ligados à caça. Está equipada com um parque de merendas e várias estruturas para a prática do desporto, incluindo um caminho de manutenção com obstáculos, e seis itinerários tanto para pedestres como para bicicletas.
No interior da mata situa-se o Menir da Pedra Branca, atribuído ao período Neo-Calcolítico.

## História
Em 15 de Fevereiro de 1944, o Jornal de Lagos publicou uma coluna sobre a Mata de barão de Sâo João, exortando à utilização daquele espaço verde, e recordando que até pouco antes tinha estado em más condições: que «no mês que decorre e no de Março é época própria para visitar a esplendida Mata de Barão de S. João que se encontra no auge de plena florescência, oferecendo-nos um espectáculo lindissimo, encantador, onde os nossos olhos não se cançam de contemplar tão soberba beleza e que até hà pouco se encontrava desprezada! Repetimos, vale a pena visitar esta mata, porque é incontestavelmente o sítio mais próximo e mais lindo no género onde podemos distrair o espirito e que nos ficará gravada na mente por longo tempo».
Em 5 de Setembro de 2019, o Conselho Directivo do Instituto da Conservação da Natureza e das Florestas autorizou a celebração de um protocolo com a Câmara Municipal de Lagos, no sentido de converter a antiga casa do guarda florestal de Barão de São João num centro interpretativo, em colaboração com a Associação Almargem. O acordo entre os dois organismos foi assinado em 30 de Junho de 2020. A intenção da autarquia era de recuperar e modificar a casa, os seus anexos e o espaço em redor, de forma a proceder à sua reutilização como um centro interpretativo para a mata. Esta iniciativa foi tomada no âmbito do Plano Regional de Ordenamento Florestal do Algarve, tendo feito parte de uma candidatura ao Plano Operacional CRESC 2020, para financiamento pelo Fundo Europeu de Desenvolvimento Regional.
Em Junho de 2020, a mata foi atingida por um incêndio, que queimou mais de 2 dois mil hectares de área florestal nos concelhos de Aljezur, Vila do Bispo e Lagos.